# Bibliothek für Hugenottengeschichte
Die Bibliothek für Hugenottengeschichte (BFHG) mit Sitz in Bonn wurde 2008 gegründet und dient der Bildungsarbeit zum Französischen Protestantismus des 16. bis 20. Jahrhunderts. Ihr Wahlspruch lautet: „Wir verbinden. Vergangenheit und Gegenwart“.

## Aufgabe
Die BFHG will das Wissen über die Hugenotten sammeln, weitervermitteln und die Bedeutung der Geschichte für die Gegenwart aufzeigen. Zu ihrem Angebot gehören neben Veröffentlichungen, Ausstellungen und einem Onlineportal auch das Bereitstellen von Primärquellen und Arbeitsmitteln für wissenschaftliche Zwecke.

## Träger, Leitung und Kooperationen
Rechtlich ist die Bibliothek für Hugenottengeschichte ein selbstständiger Arbeitszweig des Internationalen Instituts für Religionsfreiheit (IIRF). Ein aus Fachleuten für Hugenottengeschichte zusammengesetzter Wissenschaftlicher Beirat berät die BFHG. Derzeitiger Leiter der BFHG ist Daniel Röthlisberger.
Personell ist die Bibliothek für Hugenottengeschichte eng mit der Deutschen Hugenotten-Gesellschaft und der Association suisse pour l´histoire du Refuge huguenot verbunden. Außerdem kooperiert die BFHG mit dem Musée du Désert in Mialet, Frankreichs bekanntestem Hugenottenmuseum.

## Sammlungen
Über das Onlineportal der BFHG können bei entsprechender Eignung auch private oder institutionelle Sammlungen mit Bezug zur Geschichte der Hugenotten veröffentlicht werden. So wurde bisher die Sammlung PRISARD für Dritte zugänglich gemacht, die zahlreiche Dokumente und Objekte aus mehreren Jahrhunderten umfasst.

## Publikationen
- Schriftenreihe: Zeitdokumente zur Hugenottengeschichte (ZHG) / Sources of Huguenot History (SHH)
- Ausstellungsführer/Exhibition Guide: Verfolgter Glaube in Europa. Frankreich und die Hugenotten / Religious Persecution in Europe. France and the Huguenots
- Die Vierteljahreszeitschrift Bibliothek für Hugenottengeschichte samt Sonderausgaben ist als PDF-Newsletter kostenfrei online aufrufbar, auch deren bisher veröffentlichte Jahrgänge.

## Weblink
- Bibliothek für Hugenottengeschichte (BFHG)